# أبو سعيد عثمان الثاني
أبو السعيد عثمان الثاني أو أبو سعيد بن أبي زيد عبد الرحمن (توفي في يونيو 1352م) كان سلطان الدولة الزيانية، الذي حكم من عام 1348م إلى عام 1352م وذلك بعد ثورته مع اخيه أبو ثابت ضد الدولة المرينية.

## نسبه
هو عثمان أبو سعيد بن أبي زيد عبد الرحمن بن أبي زكريا يحي بن يغمراسن بن زيان بن ثابت بن محمد بن زقراز بن تيدوغيس بن طاع الله بن علي بن عبد القاسم بن عبد الواد، من عائلة بني زيان التي يرجع نسبها إلى بني عبد الواد، وهي قبيلة من قبائل زناتة الامازيغية.

## استعادة تلمسان
بعد استيلاء بني مرين على تلمسان عام 1337م، قام الأمير عثمان الثاني (حفيد مؤسس سلالة الزيانيين يغمراسن بن زيان) بتجنيد النبلاء الزيانيين في جيش السلطان المريني أبو الحسن علي طوعا بعد الخسارة.و في عام 1348م تعرض أبو الحسن لهزيمة حاسمة في القيروان من قبل القبائل العربية الموالية للحفصيين. فقام أبي سعيد مع شقيقه أبو ثابت وغيره من الجنود، بالانشقاق عن جيش المرينيين، وجمعوا مؤيديهم سلالة من القبائل المحلية الذين أقسموا على نصرة الأخوين الأميرين.
شكل الاثنان جيشا يتألف بشكل رئيسي من جنود القبليتين البربريتين مغراوة وبني توزين. وكان عثمان بن يحيى بن جرار (أحد أقرباء الزيانيين الذين كانوا قد شغلوا منصب محافظ المدينة نيابة عن المرينيين) قد أعلن أرض تلمسان مستقلاً تحت سيطرته الخاصة ولم يكن راغباً في التنازل عن سلطته للأميرين الشرعيين. هزم جيش ابن جرار على يد جيش الشقيقين الزيانيين، بعد أن نجحا في اقتحام تلمسان في 17 سبتمبر 1348م واحتجاز الأسير ابن جرار.

## حكمه
توج أبو السعيد سلطانا لمملكة تلمسان بينما تم تعيين شقيقه أبو ثابت في منصب قائد الجيش. أما الأخ الثالث الأكبر، أبو يعقوب، الذي كان منذ فترة طويلة يعيش في ندرومة حياة دينية روحية زاهدة، فقد تم استدعاؤه إلى تلمسان، لكنه رفض الذهاب إلى هناك مفضلا البقاء بعيدا عن تقاليد الحكم.
في 1352م، بدأ السلطان المريني أبو عنان فارس للتحضير لغزو مملكة تلمسان.فأعد الزيانيون جيشًا وساروا غربًا، حيث التقوا بجيش بني مرين على الحدود. ووقعت معركة شرسة بين الجانبين في منطقة مدينة وجدة. تم هزيمة الزيانيين، وحاول عثمان الهرب، ولكن تم القبض عليه في 25 يونيو 1352م وتم إعدامه. تمكن أخاه أبي ثابت من الهروب وتنظيم المقاومة ضد أبي عنان فارس لبضعة أشهر أخرى.